# 浜面仕上
浜面 仕上（はまづら しあげ）は、鎌池和馬作のライトノベル『とある魔術の禁書目録』に登場する架空の人物であり、同作品における主人公格の1人。
担当する声優は日野聡（アニメ版）。

## 人物
学園都市第7学区のスキルアウトに所属していた不良少年で、一時期はリーダーだった。SS以降は都市の暗部組織「アイテム」の末端構成員となり、新約からは新生「アイテム」の正規構成員として活動している。

### 容姿
ぼさぼさの茶髪にジャージとジーパンなどのラフな私服が主な服装。これといった特徴はなく、スキルアウトにいたときは鼻ピアスをしていたが、上条に敗北した後は無くなっている。

### 性格
不良にしては臆病な面や、自らの力の無さを卑下する一面もあり、スキルアウトのリーダーとなったのも成り行きと考えている（半蔵によればリーダーとしての人望はある）。だが、御坂美鈴の暗殺未遂事件で上条の影響を受けた後は、後に恋人関係になる滝壺を守るために土壇場において敵に立ち向かう勇気を持つようになる。スキルアウト時代は凡人であることにコンプレックスを抱き周囲から注目を浴びることを考えていたが、新生「アイテム」の一員となってからは普通で居続けることに価値を見出すようになっている。
エイワスには3種類のヒーローの1つ「誰にも選ばれず、資質らしいものを何一つ持っていなくても、たった一人の大切な者のためにヒーローになれる者」と評されている。また、敵であっても必要以上に相手を気遣ってしまう上条と違い、自分が守りたいもののためには手段を選ばず、時には犯罪、ひいては拷問や殺人もいとわず自らの意思で残忍になることがある。それには守りたい対象を「傷つけてすら」守るという選択肢にまで及ぶ。バードウェイの人物評ではエイワスの評価から更に発展し、「守りたいもの"の"守りたいものも守る」という形で対象が広がっており、現在の浜面の性格であれば、困っている人がいれば身を投げ出しても救おうと体が動いてしまう気質になってしまっていることがうかがえる。また、存在感では砂粒のように小さいが、一方通行やクリファパズル545から「ソースコードに紛れ込んで致命的なエラーを発生させる」類の特異性があると評される。
バニーガールのエロ動画を仕事のメールと間違えて送信してしまったことから、絹旗らからはバニーフェチだと思われているが、本当はパンチラや滝壺のバニー姿を想像しただけで鼻血が出てしまうほど純情である。

### 生活
本編開始より数ヶ月以前、スキルアウトに所属し駒場利徳や半蔵らと共に資金集めの強盗や不良行為で馬鹿騒ぎしたり黄泉川から逃走しては、補導されるなどの生活をそれなりに楽しんでいた。
「アイテム」の面々には下っ端時代からもっぱら便利屋（パシリ）として扱われており、第三次世界大戦後に正規構成員となってからも麦野達からの扱いはそれほど変わらず、ドリンクバーの往復係などをさせられている。
ピッキングや証明書偽造、ATMの解体など小手先の技術・知識に優れている。ピッキング技術に関しては本人は自覚してないが学園都市の最新鋭のアナログ錠も開けれる程高い技術を持っている。運転免許は持たないが、重機も含めた車両の運転も得意で、スキルアウトや「アイテム」でも、もっぱら運転手役だった。暗部から解放された後は、この技術をロードサービス（故障や事故での自動車の鍵開け）の仕事に応用するために勉強するなど将来設計を考えている。現在は新生「アイテム」の面々と共に高級マンションでルームシェアしているが、この部屋は元々滝壺と同棲するために探していた物である。
レベル0の不良だけあって学力はかなり低く、英語などの外国語は全く話せない。一応レイヴィニアから基礎的な魔術の講義を受けているものの、その時はほとんど居眠りしており、1ヶ月ほどで内容を完全に忘れてしまっている。

### 人間関係
「アイテム」の構成員である滝壺理后とは当初は正規構成員と下っ端（上司と部下）のような関係だったが、「スクール」との抗争の際に無能力者の自分を助けるために重症となった彼女の優しさに触れ、惹かれるようになる。以降は滝壺を守るために行動し、たとえどんなに勝ち目のない相手にも立ち向かうようになり、19巻からは滝壺からも告白されて恋人関係となる。滝壺の体晶の副作用を治療する為に自分の身さえ犠牲にしようとしたり、ロシアでは彼女をできるだけ戦いの場へ巻き込まないように気を遣うなど、滝壺のことをとても大切に想っている。また、彼の好みのタイプは口数の少ない人畜無害な癒し系で、これは滝壺と合致する。
麦野や絹旗とは当初の滝壺と同じく「アイテム」の上司と部下（パシリ）的関係で、雑用をことあるごとに押し付けられたり理不尽な悪口や揶揄を言われるなど散々な扱いを受けているが、険悪な関係ではなかった。麦野とは滝壺への扱いについて対立したことで殺意と憎悪を抱かれ幾度か死闘を繰り広げることとなったが、ロシアで彼女を説得し和解する。その際の言葉から、元々何らかの特別な感情を抱かれていたものと思われる。絹旗には見たくもない映画鑑賞に付き合わされたりしているが、「スクール」との抗争後では滝壺のお見舞いなどでよく行動を共にするなど、その他の雑用たちと比べ親密な関係になっている。
スキルアウトを抜けてからも半蔵とは交流を続けており、情報交換やお互いの身を思いやるなど良好な関係が続いている。スキルアウト時代に補導されたことから「警備員」の黄泉川との面識があり、「スクール」との抗争中に偶然出会った際には滝壺の保護を頼んでいるなど険悪ではない様子が窺える。「新入生」から命を救ったことで、フレメアからは非常に懐かれている。また大切な物を守るためならなりふり構わず行動するその姿勢から、19巻のヘリコプターパイロットやロシア編でのディグルヴやグリッキンなど、その場に偶然居合わせた人の心を動かし協力を取り付けることも多い。「人間」関係ではないが、「ドラゴンライダー」の操縦支援ソフトだった「アネリ」にも気に入られて(?)おり、女性と仲良くしているのを邪魔されたりする一方で何度か命を救われている。

## 作中での行動
初登場はSS1巻（13巻の後日談に当たるサイドストーリー）。
10月3日、一方通行に殺害された駒場に代わりスキルアウトのリーダーとなり、学園都市上層部の依頼でチームを率いて御坂美鈴の命を狙ったが上条と一方通行に阻止され、その失敗が原因で暗部組織「アイテム」の雑用となる。
そのせいで10月9日に暗部組織間抗争に巻き込まれるが、その中で滝壺の優しさに触れ、彼女に好意を抱く。その後、私情の為に滝壺の命を使い捨てにしようとした麦野に反発し、捨て身の戦いで超能力者（レベル5）の圧倒的な力を攻略、彼女を撃破する。その後、滝壺達と平穏な生活を送っていたが、10月17日にアレイスターから計画に障害を与えるイレギュラーな存在として命を狙われ、滝壺を守るべく暗部組織らを相手に奮闘し、さらには死の淵から蘇った麦野にも襲撃されるが、またも何とか退け滝壺と共に学園都市からエリザリーナ独立国同盟へ逃亡する。
10月下旬の第三次世界大戦では戦火に巻き込まれ、プライベーティア相手に奮闘し、麦野からも三度目の戦いを挑まれるが、必死の説得により彼女と和解。滝壺や麦野と共に「アイテム」を再結成する。その後も学園都市から送られた刺客を滝壺と麦野との連携で撃破し、さらに少々刺激の強い拷問によって追っ手の女性から「素養格付」の情報を得て、それを学園都市への取引材料にして学園都市に帰還する。
帰還後、新生「アイテム」の正規構成員として滝壺達と過ごしていたが、フレンダの妹で、かつて駒場が保護していた少女フレメアを半蔵が匿っていることを知ると、彼女を守るべく再び学園都市の「闇」に飛び込み、一方通行と協力して「新入生」と交戦する。11月5日、上条と再会し、レイヴィニアから魔術サイドの情報を得る（が、1ヶ月ほどで完全に内容を忘却する）。11月10日、上条らと共にハワイに向かい、魔術結社「グレムリン」の計画阻止に奔走。一端覧祭では、フロイライン＝クロイトゥーネおよび垣根の襲撃を受け、「機能」を止めるためにサンドリヨンを彼女の「材料」がある「アイテム」のシェアハウスまで連れて行く。「人的資源」プロジェクトの開始前からフレメアと連絡が取れなくなり、絹旗と共に捜索する最中に薬味と遭遇、薬味の相手を絹旗に任せ、黒夜と協同してフレメアを狙っていた恋査と交戦するも敗北、上条に助けられ彼にフレメアの救出を託す。
アイテムとして活動を続けるために、12月1日には第二学区にてかつて新入生からフレメアを助けるために使用したドラゴンライダーを元にした試作機の試運転をステファニーとともに行い、その後第十五学区のダイヤノイドでアイテムのメンバーと合流をする予定だったが、サンジェルマンの襲撃にてダイヤノイドが封鎖されてしまい、さらにサンジェルマンがアイテムのメンバーと接触しようとしているのを見てサンジェルマンと戦おうとするも、「魔神」の脅威を知る上条が止めに入り、彼の方法ではアイテムを助けるには間に合わないとして運搬着を装着して上条と戦いを行い彼を下してサンジェルマンのもとへ向かう。しかしサンジェルマンが上条に襲い掛かっているのを見て上条の救出を行い、そこで藍花悦を名乗る少年がフレンダの友人であることを知る。上条とともにフレンダの隠し部屋を見つけ、そこにあった隠しカメラから藍花とサンジェルマンの会話を聞き、上条がいなかったせいでフレンダ死んだとする言葉に理不尽と自分たちの努力を否定するものを感じ怒りを覚える。自ら復讐の矢面に立とうとする上条を退け、アイテムとしてその場にいた自分に責任があると自分が藍花のもとへ向かう。そこで藍花の復讐を受けようとしたときに上条がフレンダのプレゼントを見せたことで「加納神華」の名前を思い出した少年とともにサンジェルマンに立ち向かう。
12月3日の防犯オリエンテーションでは悪人面が祟ったのか、人質役にもかかわらず犯人役と勘違いされてフレメアに捕まる。その時上条を追って爆走する僧正に轢かれかけたが、防犯カメラの情報から危機を察知したアネリが機転を利かせたことで難を逃れている。翌日には上条とのつながりから「絶滅犯」去鳴に接触されるが、彼女が望んでいた目的に合致する存在ではなかったことから交戦には至っていない。学園都市を「大熱波」が襲った際に「素材格付」のデータが消えてしまったため、それに代わる案を探していた。11日の朝、A.O.フランキスカと偶然すれ違い、上条の知り合いと言うことで囮役として目を付けられてしまいその日の仕事終わりに襲撃され、意識を失っている間にスペアのプロセッサスーツを着せられ証券取引所襲撃犯として指名手配されてしまう。一方通行から攻撃されつつ逃亡する中でリリスと言う赤ん坊を拾ったため「警備員」に投降するが、「警備員」の詰め所がA.O.フランキスカからの攻撃を受けたためリリスを連れて滝壺と合流する。原因不明の発熱を起こした彼女を小児科のある第7学区の病院へと送り、自分も病院へと逃げ込んだがスーツの本質が当代の「書庫」であると気付き、「親機」であるA.O.フランキスカの真の狙いを知ったため決着を付けるために立ち向かう。劣勢に追い込まれながらもリリスや上条等の救援で生き延び、アレイスターから「素材格付」に代わる新たな交渉材料を引き出すため、戦闘後に現れた一方通行から彼を庇う。
イギリス上陸時にアレイスター一行とはぐれ、滝壺と共に盗難車で安全地帯まで退避しようとしたが、「一番動機が希薄だから」と「魔神」である娘々とネフテュスに興味を持たれ行動を共にすることとなる。道中、イングランド―ロンディニウム大要塞外縁部でアデーレら元アニェーゼ部隊の一部を拾い、大英博物館に送り届けた後、魔神たちの神託で渋々ピカデリーサーカスに向かう羽目になり、そこでダイアンを拾う。ウェストコットやアニーの襲撃から滝壺を守ろうとして殺されかけた際にはダイアンに助けられ、「傍観者」としての立場からメイザースを追ってスコットランド方面へ移動を開始するも、途中で「原典」の機能阻害によりダイアンが消滅したため、彼女を取り戻すべく立ち上がることを決意する。魔術を知る者に接触するためにわざと神裂に拘束され、到着したエディンバラ城の地下でエリザードに接触、持ち出した「国家の剣」を盾にダイアンを復活させられるコロンゾンと交渉を行い、滝壺を残して大悪魔と行動を共にする。レッサー、一方通行、娘々に襲撃されながらも、ネフテュスに助けられてクイーンブリタニア号に到達し、魔術によるリスクを感じ取った上で共犯者となったコロンゾンと儀式を開始する。無理矢理魔力を精製した事で朦朧とした意識の中、マダム・ホロスに与えられた魔導書を制御できずに苦しむ滝壺を救うためにアネリと共に立ち向かい、水晶球から放たれる閃光を浴びる直前に復活したダイアンによって助けられ、義理を果たすためコロンゾンへ降伏を勧めたが拒否される。戦後は密入国およびコロンゾンへの協力に関する追及から逃れるため、クイーンブリタニア号の沈没に乗じて滝壺やダイアンと共にその場から離れ、祝勝会ムードの酒場で客に脱がされパンツ1丁で胴上げされていたところで上条と再会、2代目統括理事長となった一方通行に日々の生活を守ってもらうと約束し、その対価として神浄と戦うことにする。陽動としてアネリの補助を受けてウィンザー城に突入し、スタンガンを手に魔術師たちを気絶させていったが、ヴィリアンと通信ラインを結ぶという指示を果たせないままエリザードに追われ、危ういところで一方通行に助けられて難を逃れた。その後は滝壺と帰国して、麦野、絹旗と合流する。
12月25日には絹旗と共にフレメア用のノンアルコール飲料を届ける途中、第13学区でアンナ＝シュプレンゲルを拾い、自分の名を騙ったマダム・ホロスが滝壺を巻き込んだ件を謝罪される。それから間も無く開始されたオペレーションネーム・ハンドカフスでは、霊装「ニコラウスの金貨」を頼りに捕縛された滝壺と合流するためにあえて自ら逮捕される。合流後は花露姉妹によって破壊された留置所から脱出して学園都市からの脱出を試みるが、偽造パスポートの入手に失敗したため、学園都市最大の禁忌とされる「カキキエ隧道」を目指す。そこでドレンチャーから託された「置き去り」の子供達を守るため、自らの意思で金貨の呪縛を捨ててアンドロイド・レディバードを撃破、その制作者である端数を殺害。事件後は脱出を諦め滝壺、リサコ、ソダテと共に地上へ帰還、自らの罪を償い上層部からの命令を告発するために警備員に自首するが、ホルスターに収まったままの黄泉川の銃が第三者の作為によって暴発し、凶弾に倒れてICUで治療を受ける事になる。昏睡状態が続いたが、4日後の29日に助けを求めるフリルサンド#Gの声を聞いて覚醒し、ドレンチャーが命を賭して守ろうとしたリサコを救うため、ソダテと共にカキキエ隧道へと向かい、人工幽霊として復活した端数と交戦した。

## 戦闘方法
スキルアウト時代から能力者に対抗するため体を鍛えていたようで、身体能力はそれなりに高い。無能力者のため直接的な攻撃能力は無いが、判断力や行動力に優れており、使い慣れた武器や道具に限らず地形など周囲の状況を最大限利用したり、ハッタリ等心理的な罠や策を使った連携プレーなど機転を利かせた戦いを本領とする。

### 武装・兵器
- 伸縮式の警棒（SS）
- 拳銃（15,19,20,21巻）
- ロシア軍プライベーティアの高射砲（20巻）
- ロシア軍のアサルトライフル（21,22巻）
- HsSSV-01「ドラゴンライダー」（新約）
- FIVE_Over. Modelcase_”RAILGUN”（ファイブオーバー モデルケース・レールガン）（新約）
- 消火器から作った即席のガス銃（新約3巻）
- 軍用エアクッション船（新約3巻）
- 運搬着（パワーリフター）（新約12巻）
- プロセッサスーツ（新約19巻）
- アルミ製自転車から作った巨大ボウガン（新約19巻）
- ブラックジャック（新約19巻）

## 備考
作者の鎌池は、SSを執筆していた頃から「こいつが活躍したら読者も驚くだろうな」と構想しており、事実多くの読者にとって一介の敵キャラクターに過ぎない浜面の主人公格への抜擢は予想外の出来事であった。前述にもあるように浜面は「単なる雑魚キャラポジションから自力で這い上がってヒーロー」となった主人公である。
鎌池によると、上条や一方通行などの他キャラクターは「勝たなければ話を進められない」「負けたら悲惨なことになる」という条件設定の上で戦うのが基本であるが、浜面はそれらへのアンチテーゼとして「負けても話を進められる」「地べたを這いずって泣きじゃくってでも前に進めるキャラクター」として生み出されたという。